# گمینا یلنگوو
گمینا یلنگوو (به لهستانی:  Gmina Jeleniewo) یک گمینا در لهستان است که در شهرستان سوواوکی واقع شده‌است. گمینا یلنگوو ۱۳۱٫۸۴ کیلومتر مربع مساحت و ۳٬۰۱۸ نفر جمعیت دارد.